# (1957) Angara
(1957) Angara es un asteroide que forma parte del cinturón de asteroides y fue descubierto por Liudmila Ivanovna Chernyj desde el Observatorio Astrofísico de Crimea, Naúchni, el 1 de abril de 1970.

## Designación y nombre
Angara se designó inicialmente como 1970 GF.
Posteriormente, recibió el nombre del río siberiano Angará.

## Características orbitales
Angara está situado a una distancia media del Sol de 3,006 ua, pudiendo alejarse hasta 3,187 ua. Su excentricidad es 0,06012 y la inclinación orbital 11,18°. Emplea 1904 días en completar una órbita alrededor del Sol.